# Fiat Nuova 500

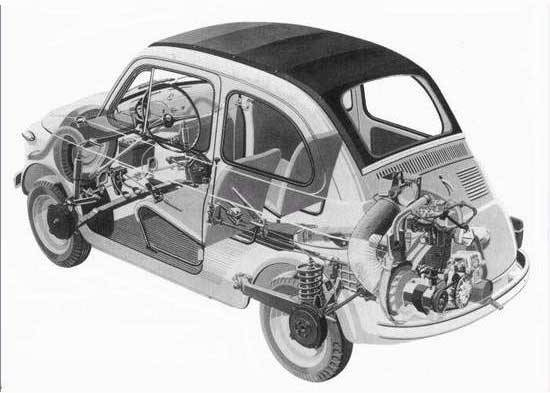
Fiat 500 N von 1957 mit dem langen Faltdach …

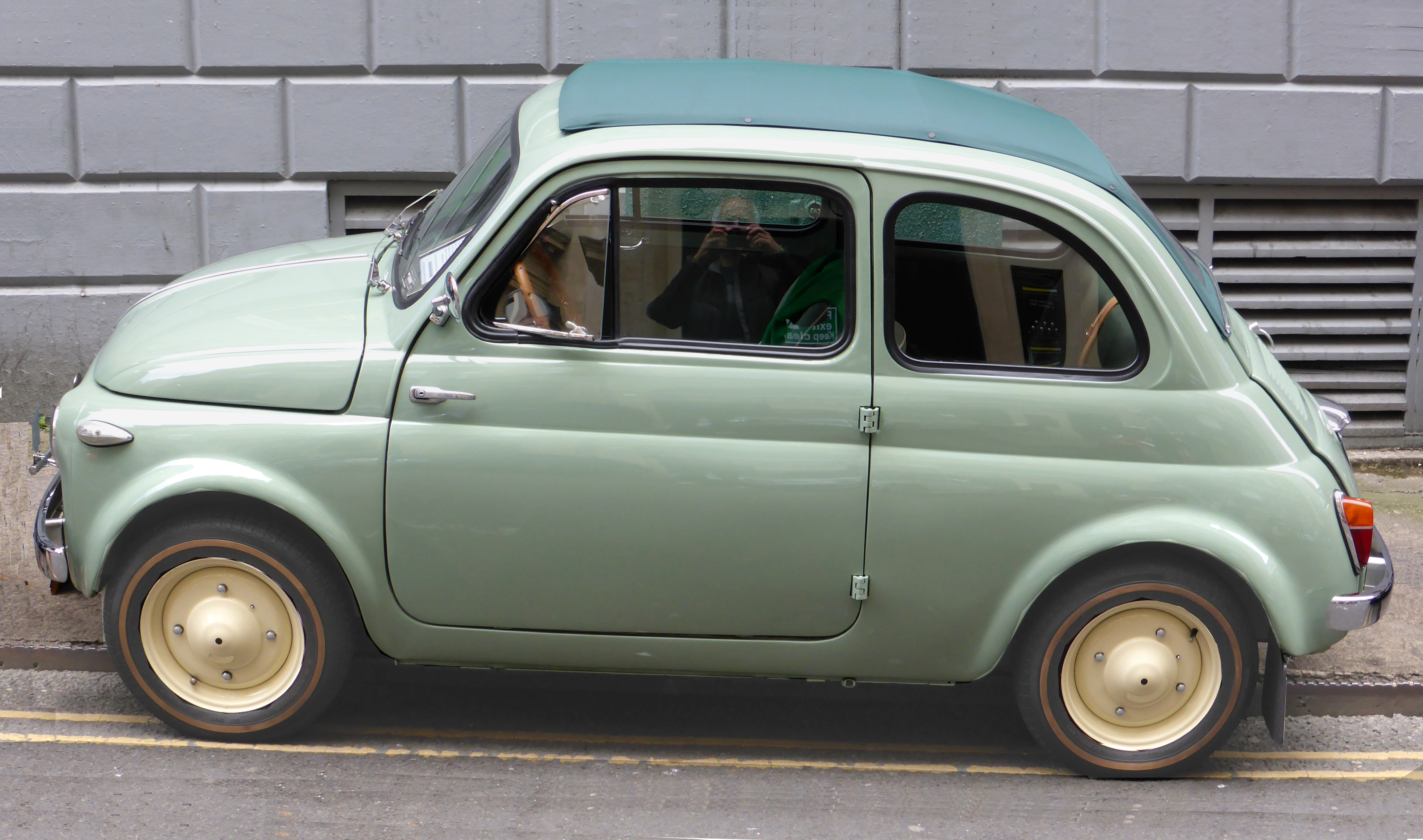
… und hinten angeschlagener Tür

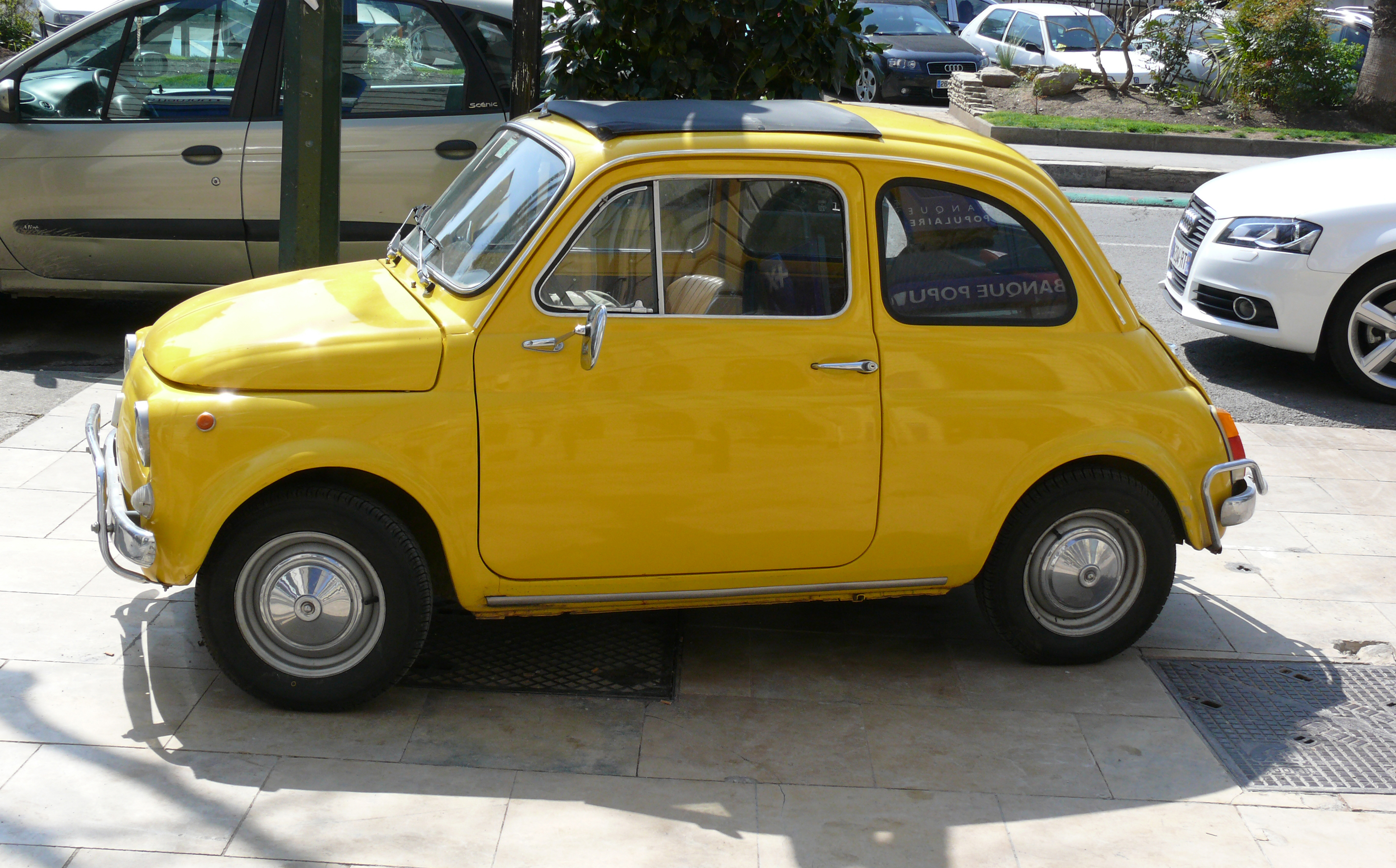
Fiat 500 L

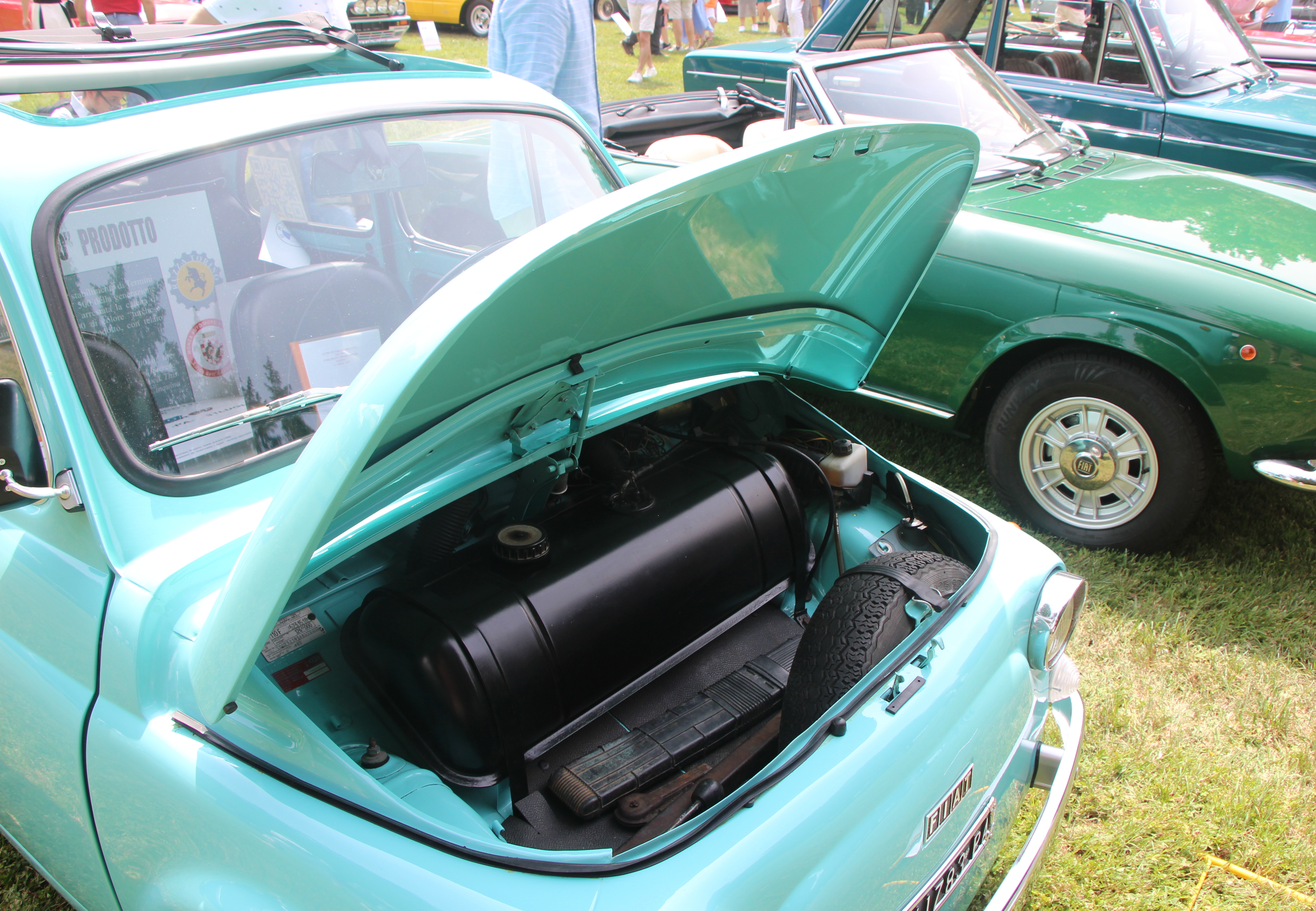
Tank und Frontkofferraum

Der Fiat 500 (auch „Cinquecento“) der Jahre 1957 bis 1975 war ein Kleinwagen des Kraftfahrzeugherstellers Fiat. Nachdem der Fiat 600 (Typ 100) ab 1955 Nachfolger des alten 500 Topolino wurde, hielt das Fiat-Direktorium unter Vittorio Valletta die Entwicklung eines neuen Einstiegsmodells für notwendig. Ideen für einen Kleinwagen mit einer Motorisierung von etwa 400 cm³ gab es im Fiat-Konzern schon seit den 1930er-Jahren. Der damalige Chef der Pkw-Entwicklung, Dante Giacosa, entwickelte daraufhin den Fiat 500 (Typ 110), der ab 1957 gebaut wurde. Die Umstände der Entwicklung des Fahrzeugs und des Produktionsablaufs beschrieb Giacosa in seiner 1979 erschienenen Autobiographie I miei 40 anni di progettazione alla Fiat (Meine 40 Jahre Projektentwicklung bei Fiat).
In Abgrenzung zum Topolino wurde er Nuova 500 genannt; der Neue und der Topolino hatten technisch aber keine Gemeinsamkeiten. Von 1957 bis 1977 wurden einschließlich der Kombiversion Giardiniera und einiger Sondermodelle 3.702.078 Fiat 500 gebaut.

## Konstruktion
Der „Cinquecento“ („Fünfhundert“) hatte Einzelradaufhängung, selbsttragende Karosserie und einen luftgekühlten Heckmotor. Der zweifach gelagerte Zweizylinder-Reihenmotor, ein „Gleichläufer“ (Parallel-Twin) mit hängenden Ventilen und einem Hubraum von 479 cm³, leistete 10 kW (13,5 PS). Über ein unsynchronisiertes Viergang-Getriebe mit Klauenschaltung, das mit dem Differential verblockt war, wurden die Hinterräder angetrieben. Der Wagen erreichte maximal 85 km/h.
Die Vorderräder waren an oberen Dreieckslenkern und einer unteren Querblattfeder aufgehängt, die das Rad als Lenker führte und als Feder und Stabilisator diente. Im Lenkgetriebe wirkte eine Schnecke auf ein Zahnsegment; die Spurstange war dreigeteilt. Die hintere Schräglenkerachse hatte Schraubenfedern.

## Geschichte
Die Verkaufszahlen der ersten Ausführung des Nuova 500 blieben hinter den Erwartungen zurück. Zum Turiner Autosalon im Herbst 1957 wurde ein stärkerer Motor präsentiert, der 11 kW (15 PS) leistete. Der kleine Fiat 500 war jetzt 90 km/h schnell. Nur Abarth-Versionen erreichten höhere Leistungen. Nach einigen Monaten senkte man auch den Verkaufspreis, um den neuen 500er deutlicher vom Fiat 600 nach unten abzugrenzen. Käufer der ersten Stunde wurden sogar entschädigt. Im Jahre 1958 kostete der kleinste Fiat (ohne die aufpreispflichtige Heizung) in Deutschland 2990 DM. Dies entspricht inflationsbereinigt in heutiger Währung 8500 Euro.
Der Fiat 500 war vor allem anfangs spartanisch ausgestattet. Die Scheiben in den Türen konnten nicht heruntergekurbelt werden, Frischluft kam nur durch die Ausstellfenster in den Türen und Luftschlitze im Frontblech, von denen Schläuche bis zu Klappen unter dem Armaturenbrett führten. Dafür hatten die frühen Versionen ein langes Faltdach, das sich bis zu den Kühlluftschlitzen über der Motorhaube öffnen ließ. Dieses lange Faltdach gilt vielfach als typisches Merkmal der als „N“ bezeichneten ersten Modelle, genauso wie die Luftschlitze im Frontblech. Tatsächlich stellte Fiat dieser Variante aber bereits 1958 eine Version mit kürzerem Faltdach zur Seite, wie man es gemeinhin vom 500er, auch von den späteren Modellen, kennt. Das hintere Blechdach mit gläserner Heckscheibe war mit der Karosserie verschraubt. Mit ein paar Zierleisten und Kurbelfenstern war damit die „Luxus“-Variante geboren. Auf Wunsch konnte man aber auch das lange Faltdach bekommen. Viele 500er der ersten Baujahre (N und D, bis 1965) wurden und werden auf das lange Faltdach umgebaut, um in den Genuss des „Cabriofeelings“ zu kommen. Galt früher das feste Dach als Ausdruck des gehobenen Anspruchs, ist heute die große Dachöffnung schick. Er hatte eine moderne 12-V-Lichtanlage und ein feststellbares Handgas. Der Anlasser wurde, wie auch beim Nachfolgemodell 126, mechanisch über einen Bowdenzug betätigt.
Die letzten Modelle der N-Serie nahmen bereits die Optik des D-Modells (1960–1965) vorweg: Die Luftschlitze im Frontblech waren Blinkern gewichen, die großen, tropfenförmigen Blinker auf den Kotflügeln des N-Modells wurden durch kleine, runde Blinkleuchten ersetzt. Die Rückleuchten waren insgesamt größer und eckiger, mit voluminöseren Alu-Sockeln und zweifarbigen Gläsern. Ferner besaß das Armaturenbrett ab dem D-Modell nun einen Aschenbecher. Nach wie vor waren die Türen noch hinten angeschlagen, sogenannte Selbstmördertüren. Der Motor leistete jetzt 13 kW (17,5 PS), sodass die 100-km/h-Grenze als Höchstgeschwindigkeit erreichbar war. Zu unterscheiden sind die letzten N- von den D-Modellen nur anhand der Fahrgestellnummer. Hinter dem Typ-Code „110“ folgt beim „N“ eine bis zu sechsstellige Nummer, beim „D“ wird die „110“ von der Nummer durch das „D“ getrennt. Die Verwirrung wird komplett bei N-Modellen mit und D-Modellen ohne Aschenbecher, die tatsächlich so gebaut wurden. Änderungen flossen in die laufende Produktion ein, teilweise wurden anscheinend Altbestände eingebaut oder Neuerungen vorab in geringer Zahl ausprobiert.
Das Kofferraumvolumen betrug 30 Liter, was auch seinerzeit für einen Kleinwagen sehr wenig war. 1960 wurde eine Kombiversion mit um 90° nach rechts geneigtem Motor unter dem Namen „Giardiniera“ (Gärtnerin) vorgestellt. Der liegende Motor und die flach angeordneten Nebenaggregate ermöglichten einen für diese Fahrzeugkategorie sehr geräumigen hinteren Kofferraum, der durch Umklappen der Rücksitze vergrößert werden konnte. Damit wurde erstmals im Pkw-Bau ein Unterflurmotor verwirklicht und die Kombiausführung in Verbindung mit einem Heckmotor ermöglicht. Wenngleich sich das „Kippen“ des Motors recht simpel anhört, waren bis auf den Kurbeltrieb fast keine Teile mit dem Limousinenmotor gleich. Die Karosserie war bei dieser Version um 210 mm auf 3182 mm verlängert. Dabei wurden der hintere Überhang der Kombiversion verlängert und der Radstand um 100 mm auf 1940 mm vergrößert, sodass die „Giardiniera“ zum Viersitzer der 500er-Familie wurde. Bremsen und Felgen wurden vom Fiat 600 übernommen. Die Kombivariante hatte bis zum Produktionsende (etwa ein Jahr nach Einstellung der Produktion des 500 R) hinten angeschlagene Türen. Daher gab es sie ab etwa 1965 auf dem deutschen Markt nicht mehr, denn diese Türen waren in Deutschland nicht mehr zulässig. In den Fahrzeugbriefen der letzten D-Modelle und Kombis wurde eine Ausnahmegenehmigung vermerkt. Autobianchi produzierte die Kombiversion noch bis 1977. Der Unterflurmotor des Kombi wurde außerdem für den dreirädrigen Kleinlieferwagen Neckar Pully verwendet.
1965 wurde der Typ D durch das F-Modell mit 13 kW (18 PS) abgelöst. An der überarbeiteten Karosserie ist am auffälligsten, dass die Türen beim Typ F vorne angeschlagen waren. Anfangs war jede Tür mit acht, später mit vier Schrauben befestigt. Wegen der nun versenkten Türscharniere und Türfallen waren A- und B-Säule breiter. Fiat verschlankte die Türschweller im Innenraum um einige Zentimeter. Die Dachholme waren im hinteren Bereich als offene Hohlprofile ausgeführt, und das Hardtop wurde durch ein Blechdach, also durch eine geschlossene Karosserie, ersetzt. Das nach wie vor gelieferte Faltdach war genauso groß wie beim D. 1968 wurde auch eine Luxus-Variante 500 L präsentiert, äußerlich erkennbar an zusätzlichen Chrombügeln und Zierleisten sowie einem breiten Tacho. Weitere Änderungen im Laufe der Bauzeit des F-Modells betreffen auch das unterschiedlich verschraubte Luftgitter über der Motorhaube. Nach einigen Versuchen an den N- und D-Modellen hatte man auch endlich eine haltbare Konstruktion für die Verbindung zwischen Antriebswellen und Radnaben gefunden, die sich noch im Fiat 126 in gleicher Dimension findet. Diese im allgemeinen Sprachgebrauch als Ruckdämpfer bezeichneten Gummi-Sternkupplungen sind Ursache zahlreicher Reparaturen.
1972 wurde als letzte die Baureihe R mit 594 cm³ und 13 kW (18 PS) vorgestellt. Die Fahrgestellnummer weist dennoch kein „R“ hinter der Typbezeichnung „110“ auf, sondern noch das „F“. Im 500 R fand man schon einige Bauteile des zeitgleich vorgestellten Nachfolgers 126. Der Motor war baugleich, bis auf den Vergaser. Statt des Weber-Typs „28 IMB“ war der Typ „24 IMB“ eingebaut, der den Motor um 5 PS drosselte. Die Motorhalterung wurde deutlich vereinfacht, um die Herstellungskosten zu senken. Damit verbunden war die Einführung einer Getriebehalterung, die den Haltebügel mit dem Fahrzeugboden verbindet. Auch an der Karosserie des R wurde einiges verändert. Die Schwellerzierleisten fielen weg. Der Kofferraumboden wurde umgestaltet, um Raum für die modifizierte Pedalerie zu schaffen, denn der hydraulische Bremslichtschalter am Hauptbremszylinder war einer mechanischen Variante gewichen, auf die das Pedal direkt wirkte.
Heutzutage sind Fiat 500 ohne Faltdach selten. Meist handelt es sich um ein Francis Lombardi „My Car“ oder ein Steyr-Puch 500.
Der Fiat 500 war in den 1960er Jahren die Basis des NSU-Fiat Neckar Weinsberg 500 und des Vignale Gamine, beides zweisitzige Fahrzeuge, von denen nur wenige hergestellt wurden.

## Produktion bei Steyr-Daimler-Puch
Der österreichische Fahrzeughersteller Steyr-Daimler-Puch AG fertigte den Fiat 500 von 1957 bis 1973 unter Lizenz und vermarktete die Modelle unter der Submarke Steyr-Puch. Die Steyr-Puch-Modelle hatten immer einen selbstentwickelten Boxermotor und eine Pendelachse mit eigenem Getriebe. Erst zum Schluss der Bauzeit übernahm Steyr-Daimler-Puch das 500er-Getriebe samt Hinterachsschwingen. Auch zahlreiche andere Details wichen vom italienischen Original ab. Der Motor hat Querstromzylinderköpfe.

## Technische Daten
| Fiat 500                  | Nuova 500 (1957–1960)                                                                                                 | 500 Sport (1958–1960)                                                                                                 | 500 D (1960–1965) | 500 F, L (1965–1972)                                                                                                  | 500 R (1972–1975) |
| ------------------------- | --- | --- | --- | --- | --- |
| Motor                     | Zweizylinder-Reihenmotor im Heck (Viertakt-Ottomotor), Zylinder aus Grauguss, Kurbelgehäuse und Kopf aus Leichtmetall | Zweizylinder-Reihenmotor im Heck (Viertakt-Ottomotor), Zylinder aus Grauguss, Kurbelgehäuse und Kopf aus Leichtmetall | Zweizylinder-Reihenmotor im Heck (Viertakt-Ottomotor), Zylinder aus Grauguss, Kurbelgehäuse und Kopf aus Leichtmetall | Zweizylinder-Reihenmotor im Heck (Viertakt-Ottomotor), Zylinder aus Grauguss, Kurbelgehäuse und Kopf aus Leichtmetall | Zweizylinder-Reihenmotor im Heck (Viertakt-Ottomotor), Zylinder aus Grauguss, Kurbelgehäuse und Kopf aus Leichtmetall |
| Hubraum                   | 479 cm³ | 499,5 cm³ | 499,5 cm³ | 499,5 cm³ | 594 cm³ |
| Bohrung × Hub             | 66 × 70 mm | 67,4 × 70 mm | 67,4 × 70 mm | 67,4 × 70 mm | 73,5 × 70 mm |
| Leistung                  | 10 kW (13,5 PS) | 16 kW (21,5 PS) | 13 kW (18 PS) | 13 kW (18 PS) | 13 kW (18 PS) |
| bei 1/min                 | 4600 | 4800 | 4000 | 4600 | 4000 |
| max. Drehmoment bei 1/min | 27,5 Nm bei 2500 | 41 SAE-Nm bei 3500 | 35,3 Nm bei 3500 | 31,0 Nm bei 2200 | 36 Nm bei 2500 |
| Verdichtung               | 6,55 : 1 | 8,6 : 1 | 7,1 : 1 | 7,1 : 1 | 7,5 : 1 |
| Ventilsteuerung           | seitliche Nockenwelle (Antrieb über Kette), hängende Ventile                                                          | seitliche Nockenwelle (Antrieb über Kette), hängende Ventile                                                          | seitliche Nockenwelle (Antrieb über Kette), hängende Ventile                                                          | seitliche Nockenwelle (Antrieb über Kette), hängende Ventile                                                          | seitliche Nockenwelle (Antrieb über Kette), hängende Ventile                                                          |
| Kühlung                   | Luftkühlung (Gebläse)                                                                                                 | Luftkühlung (Gebläse)                                                                                                 | Luftkühlung (Gebläse)                                                                                                 | Luftkühlung (Gebläse)                                                                                                 | Luftkühlung (Gebläse)                                                                                                 |
| Getriebe                  | 4-Gang-Getriebe mit Mittelschaltung, nicht synchronisiert Hinterradantrieb                                            | 4-Gang-Getriebe mit Mittelschaltung, nicht synchronisiert Hinterradantrieb                                            | 4-Gang-Getriebe mit Mittelschaltung, nicht synchronisiert Hinterradantrieb                                            | 4-Gang-Getriebe mit Mittelschaltung, nicht synchronisiert Hinterradantrieb                                            | 4-Gang-Getriebe mit Mittelschaltung, nicht synchronisiert Hinterradantrieb                                            |
| Radaufhängung vorn        | Querblattfeder (unten) und Dreieckslenker, Teleskopstoßdämpfer                                                        | Querblattfeder (unten) und Dreieckslenker, Teleskopstoßdämpfer                                                        | Querblattfeder (unten) und Dreieckslenker, Teleskopstoßdämpfer                                                        | Querblattfeder (unten) und Dreieckslenker, Teleskopstoßdämpfer                                                        | Querblattfeder (unten) und Dreieckslenker, Teleskopstoßdämpfer                                                        |
| Radaufhängung hinten      | Schräglenkerachse mit Schraubenfedern, Teleskopstoßdämpfer                                                            | Schräglenkerachse mit Schraubenfedern, Teleskopstoßdämpfer                                                            | Schräglenkerachse mit Schraubenfedern, Teleskopstoßdämpfer                                                            | Schräglenkerachse mit Schraubenfedern, Teleskopstoßdämpfer                                                            | Schräglenkerachse mit Schraubenfedern, Teleskopstoßdämpfer                                                            |
| Karosserie                | Selbsttragende Ganzstahlkarosserie                                                                                    | Selbsttragende Ganzstahlkarosserie                                                                                    | Selbsttragende Ganzstahlkarosserie                                                                                    | Selbsttragende Ganzstahlkarosserie                                                                                    | Selbsttragende Ganzstahlkarosserie                                                                                    |
| Spurweite vorn/hinten     | 1121/1135 mm | 1121/1135 mm | 1121/1135 mm | 1121/1135 mm | 1121/1135 mm |
| Radstand                  | 1840 mm | 1840 mm | 1840 mm | 1840 mm | 1840 mm |
| Reifen                    | 125–12 | 125–12 | 125–12 | 125–12 | 125–12 |
| Maße L × B × H            | 2970 × 1320 × 1325 mm                                                                                                 | 2970 × 1320 × 1325 mm                                                                                                 | 2970 × 1320 × 1335 mm                                                                                                 | 2970 × 1320 × 1350 mm                                                                                                 | 2970 × 1320 × 1350 mm                                                                                                 |
| Leergewicht               | 470 kg | 492 kg | 510 kg | 520 kg | 525 kg |
| Höchstgeschwindigkeit     | ca. 85 km/h | 105+ km/h | 100 km/h | 100 km/h | 100 km/h |

## Varianten des Fiat 500

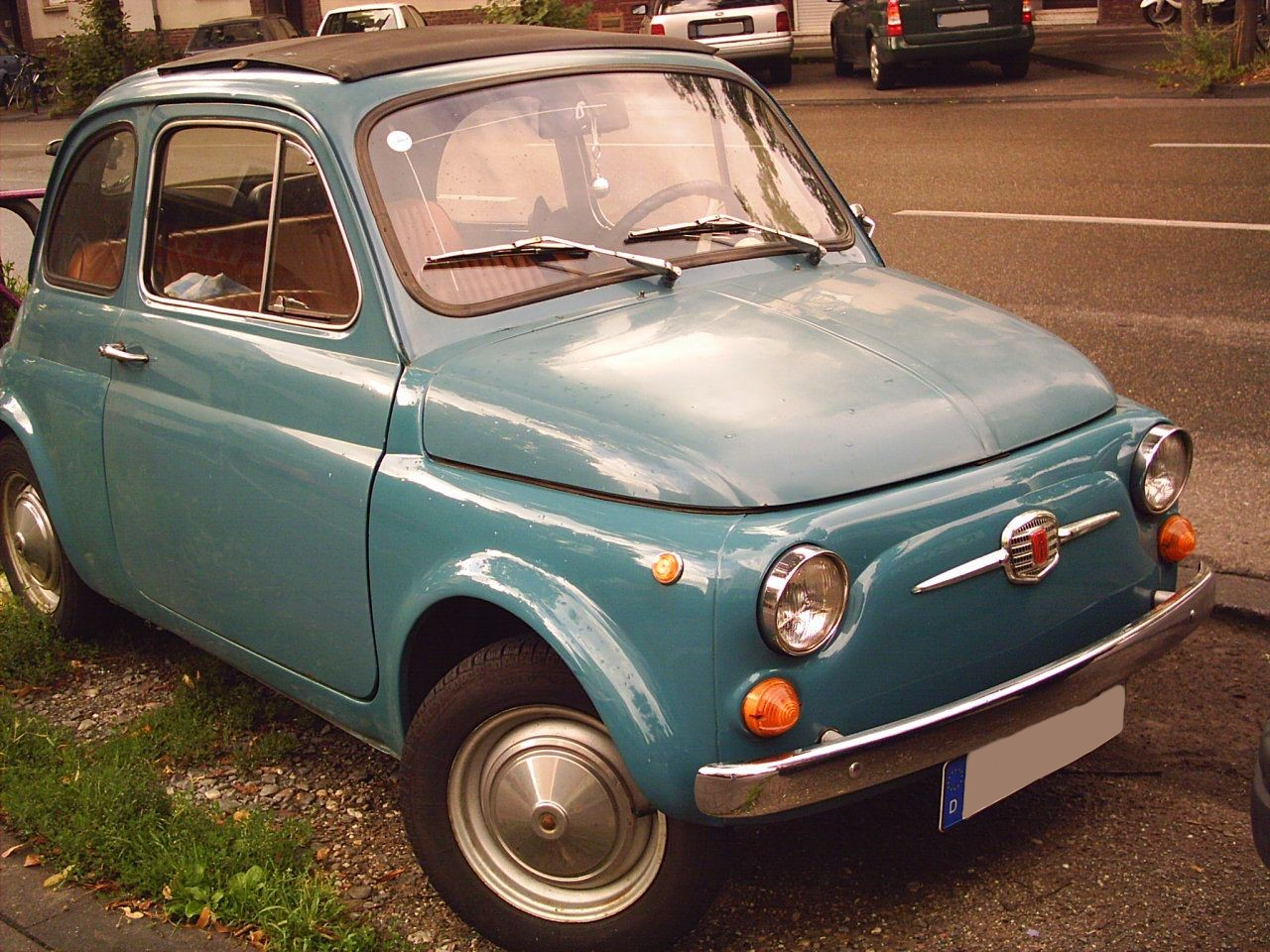
Fiat 500 F
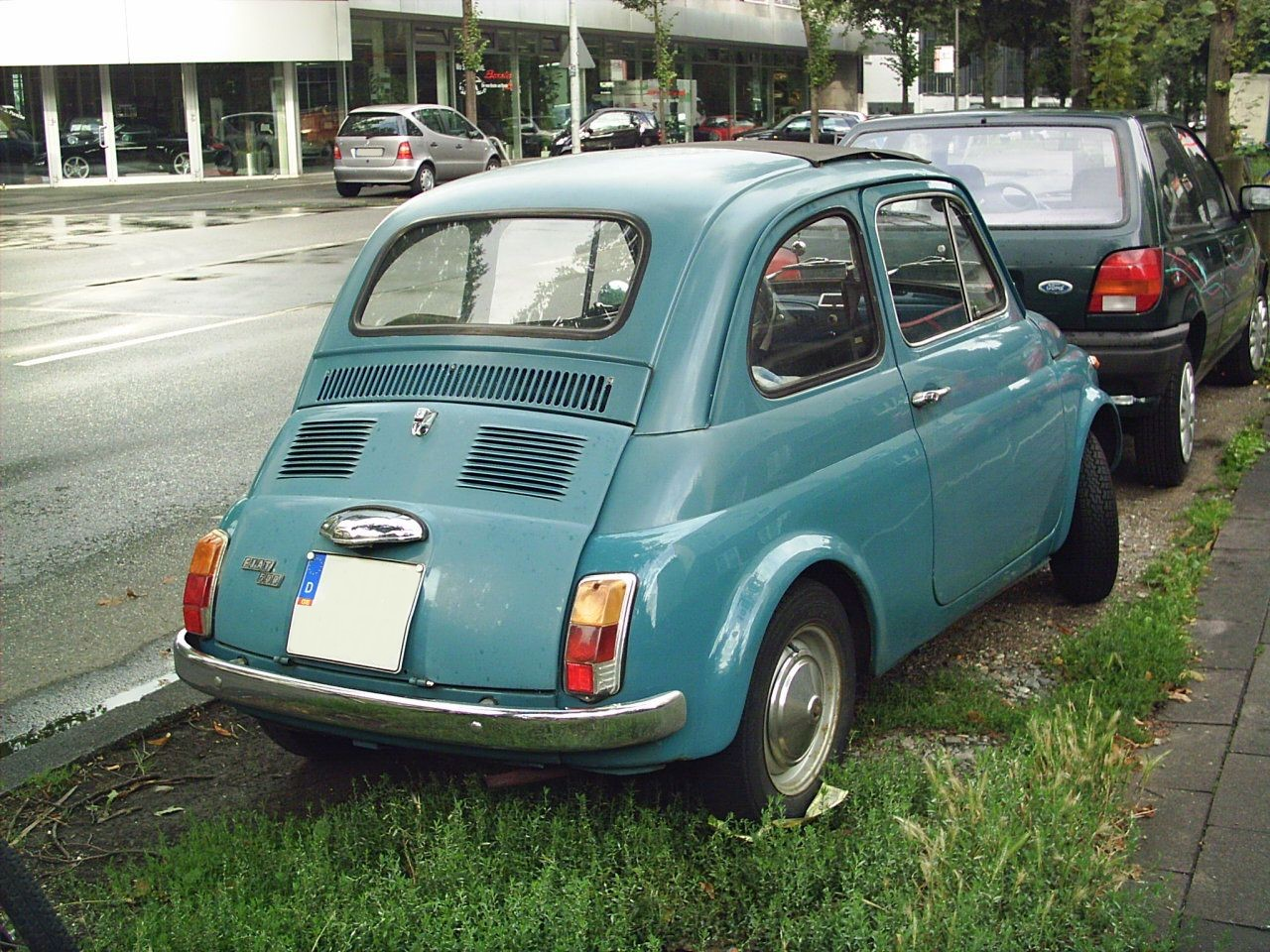
Fiat 500 F (Heckansicht)
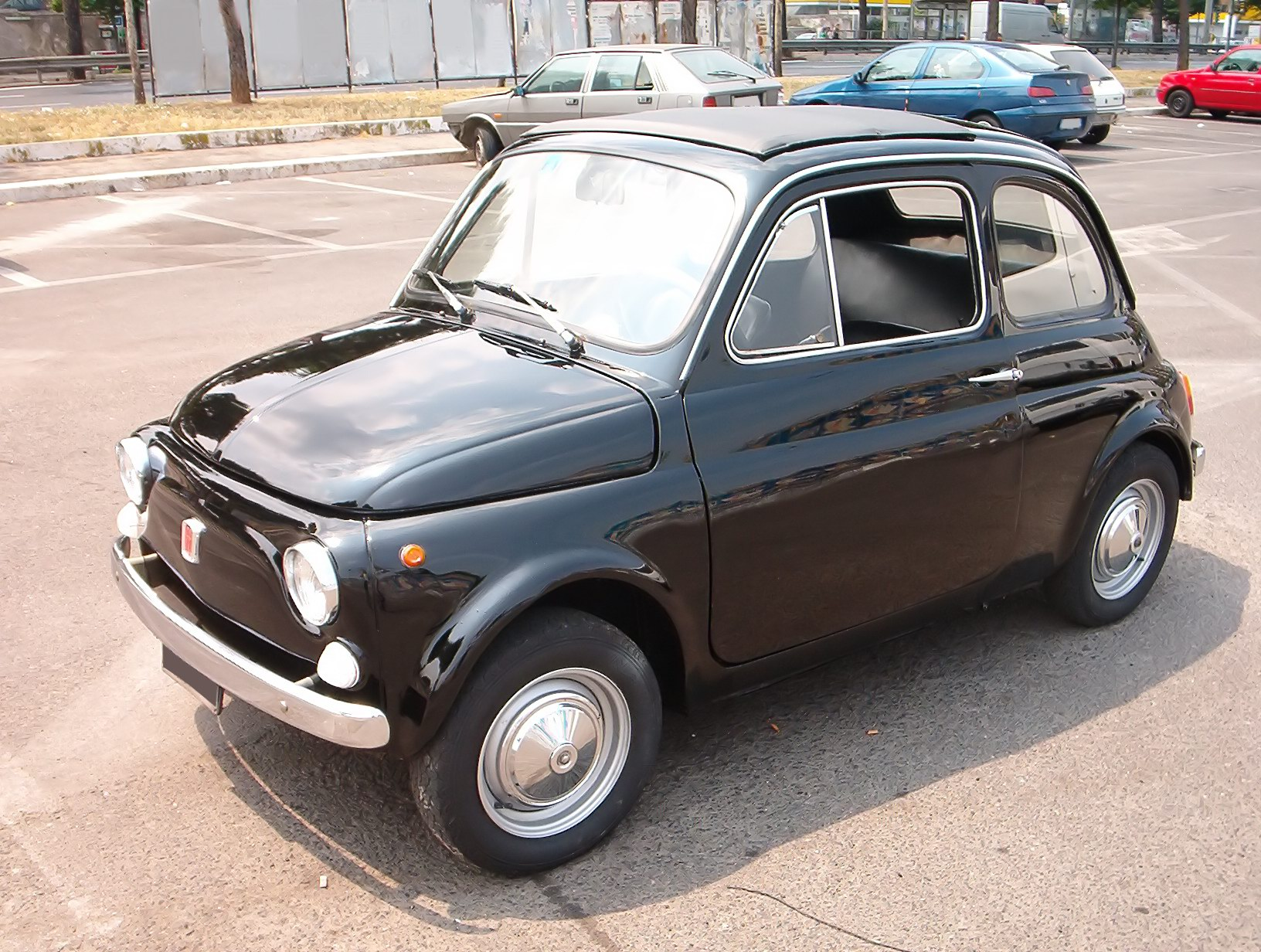
Fiat 500
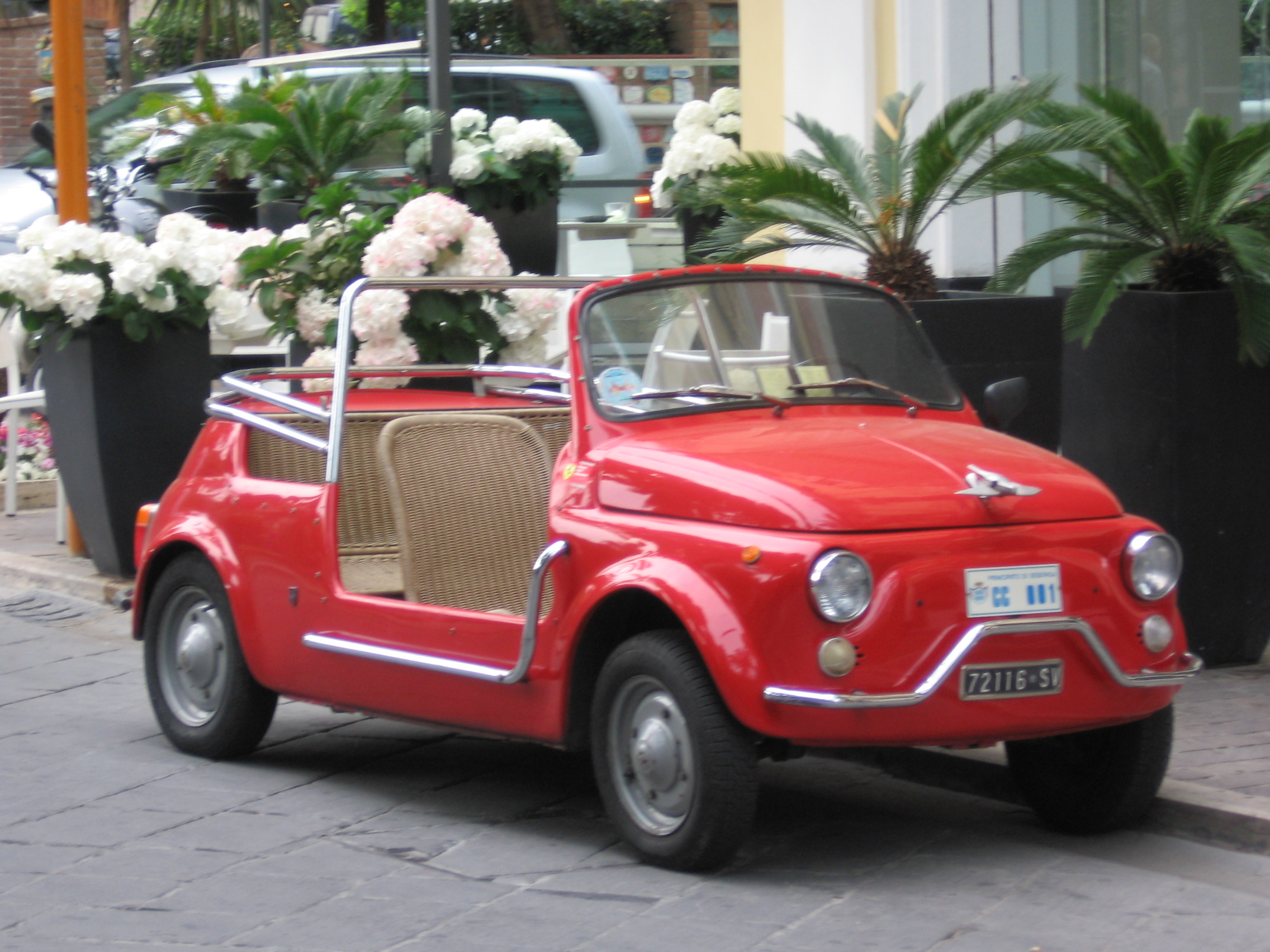
Fiat 500 Jolly
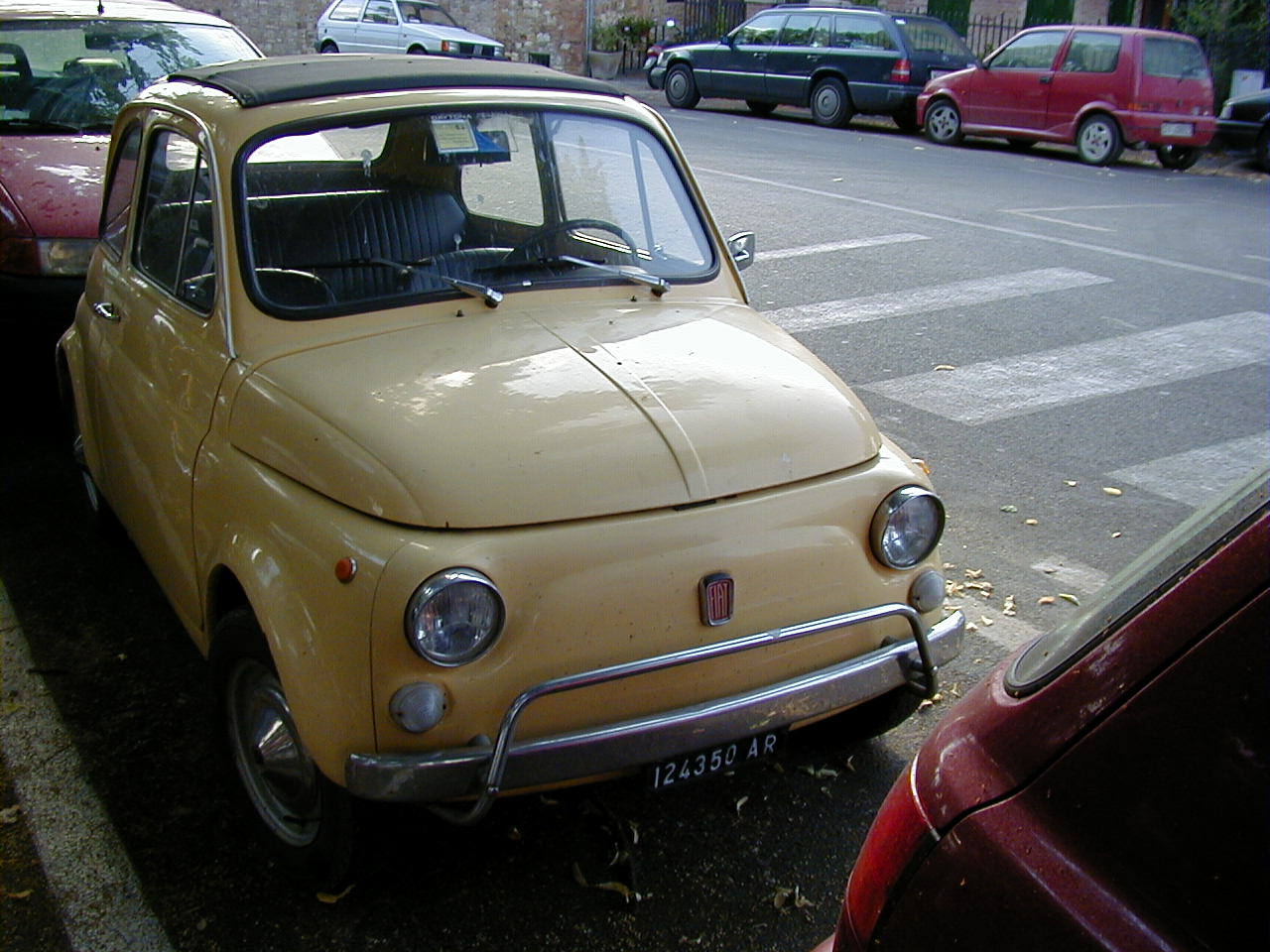
Fiat 500 L, erkennbar am zusätzlichen Chrombügel
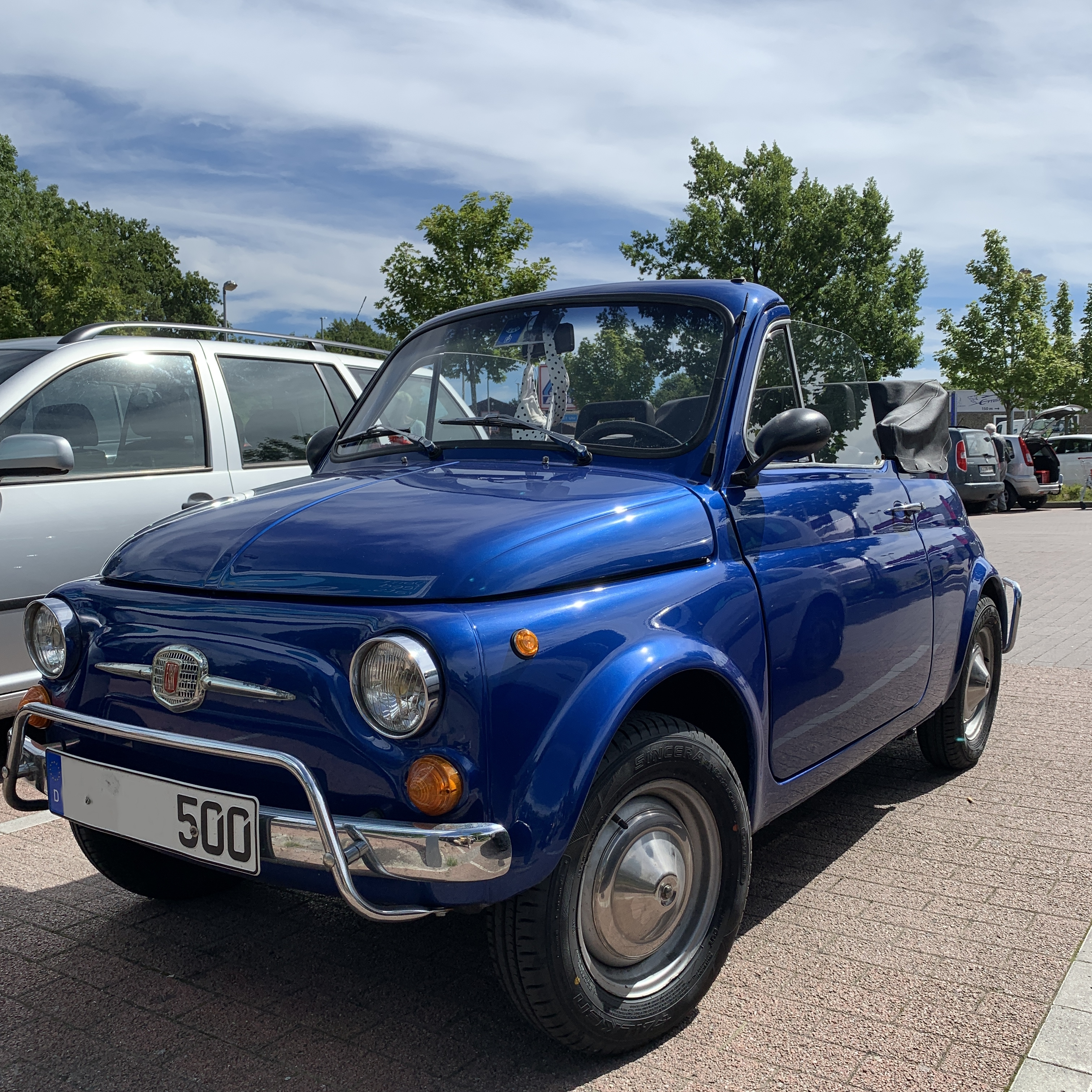
Fiat 500 Luxus Cabriolet
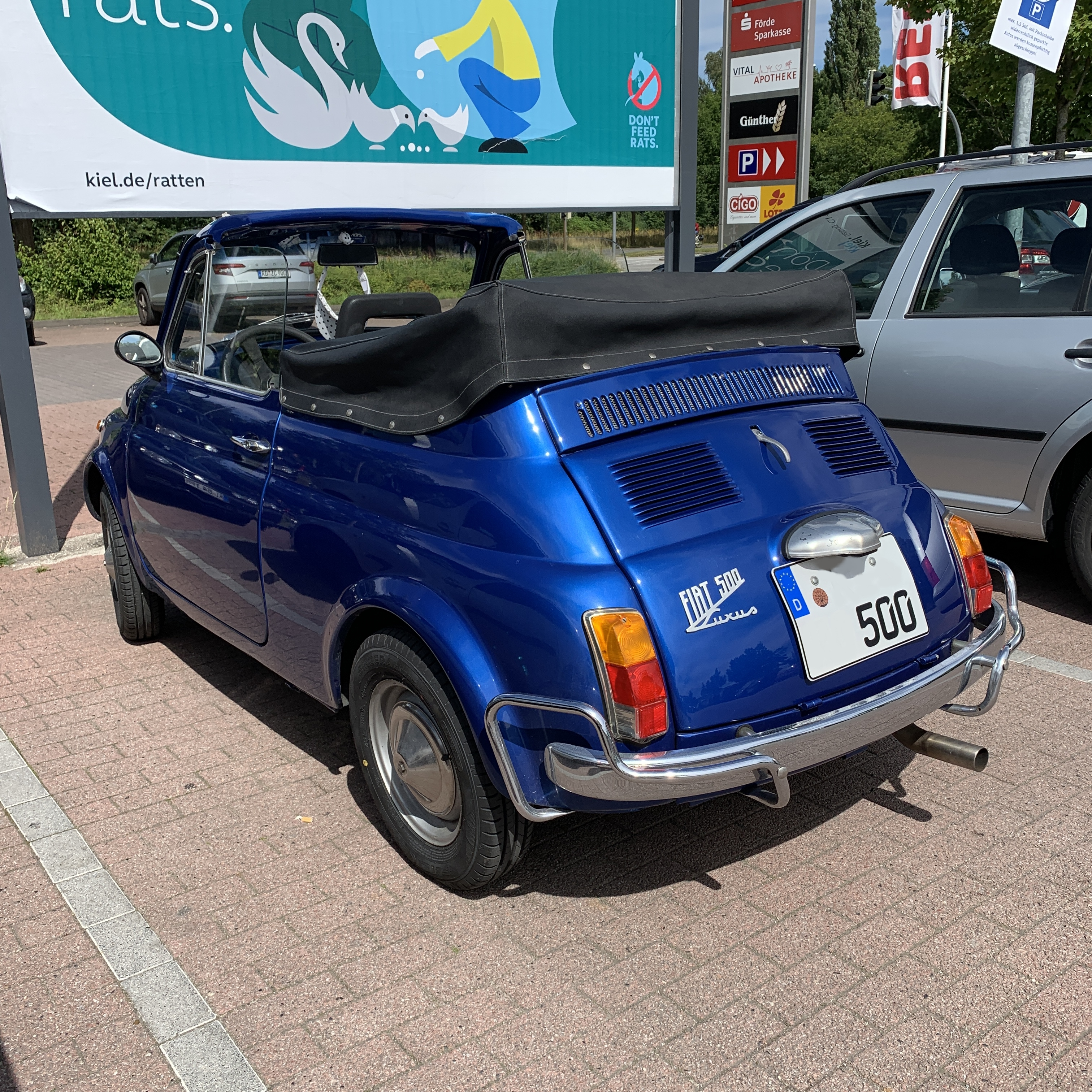
Fiat 500 Luxus Cabrioletumbau
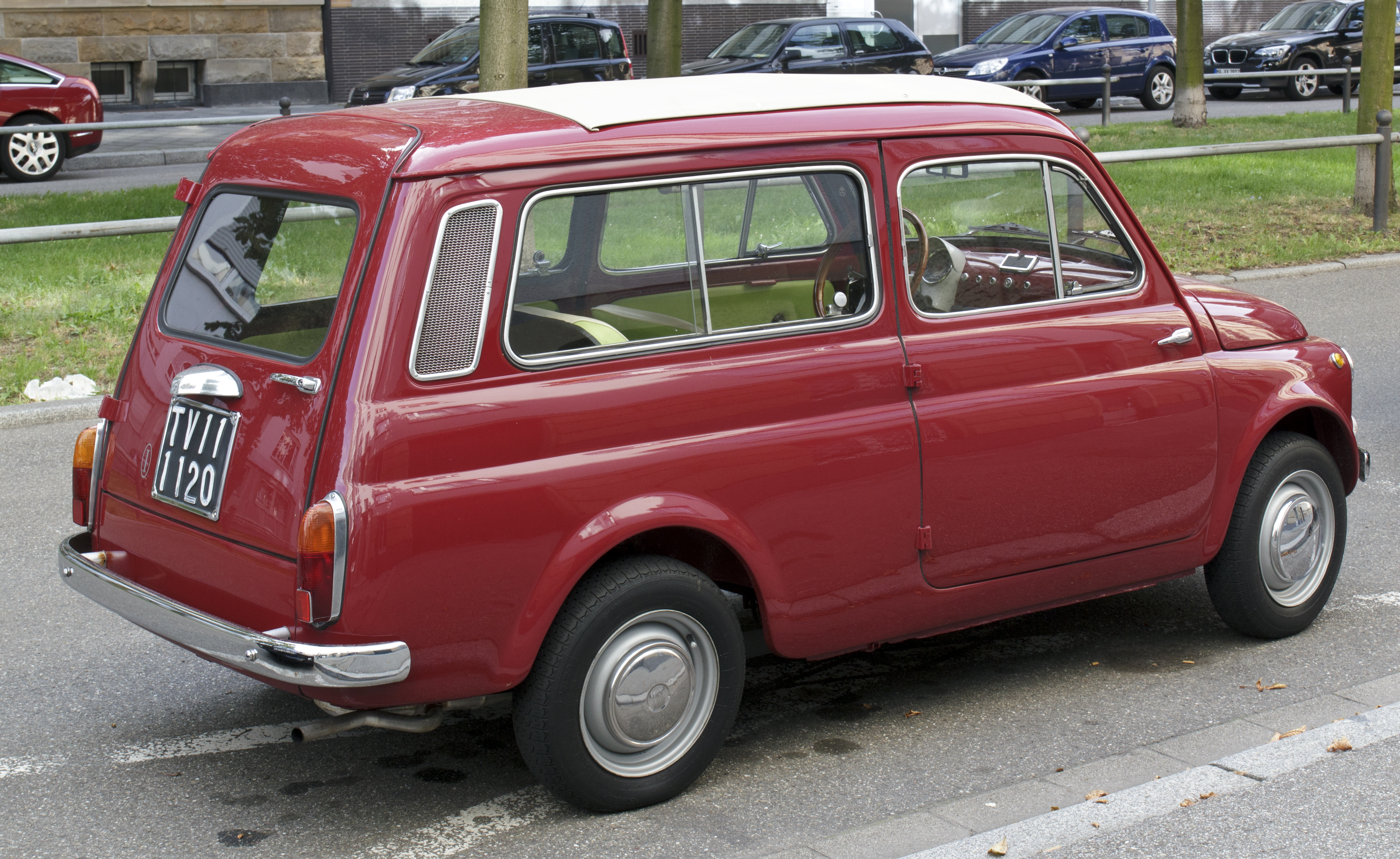
Fiat 500 „Giardiniera“
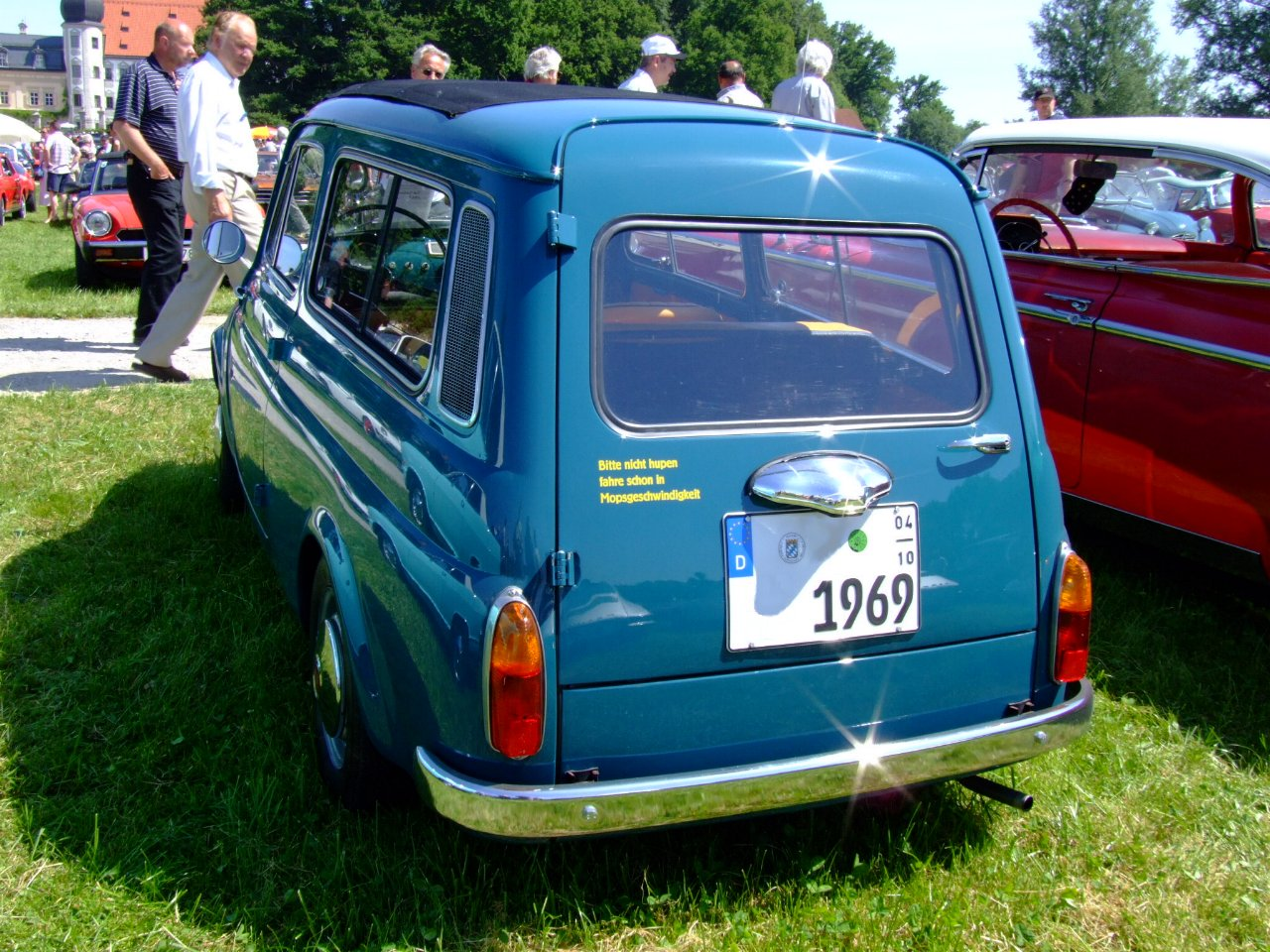
Fiat 500 „Giardiniera“ (1969)
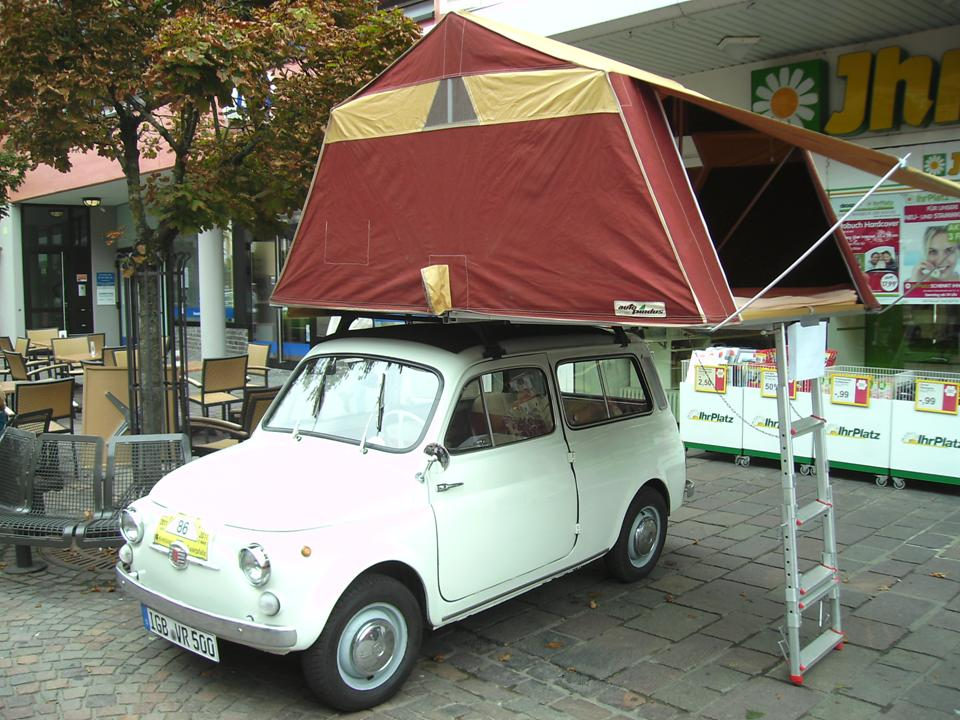
Fiat 500 „Giardiniera“ mit Campingzelt
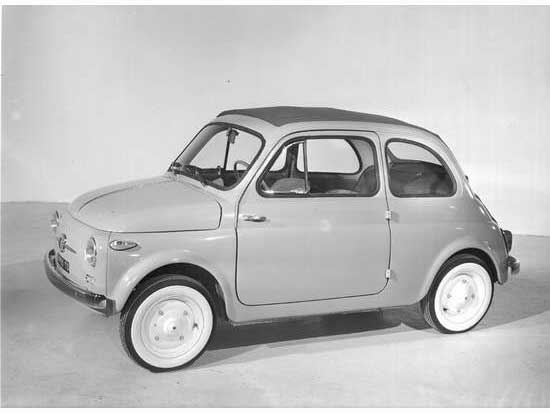
Fiat 500 N Standard (1957)
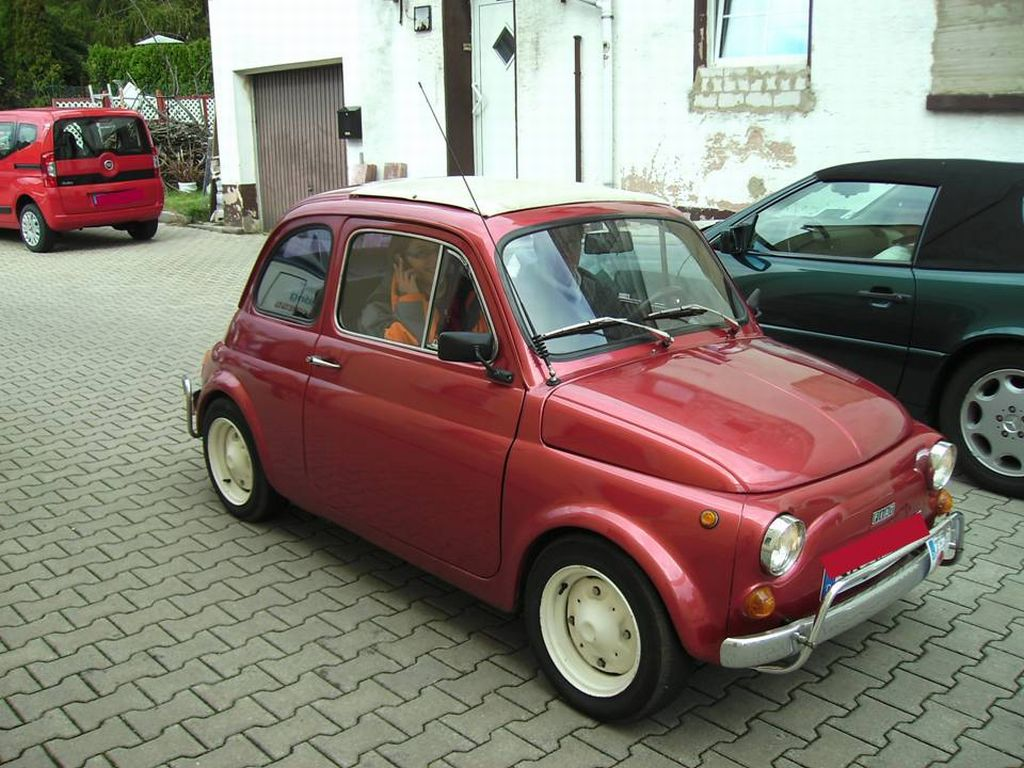
Fiat 500 nuova mit seltener Lackierung (Magenta-metallic)
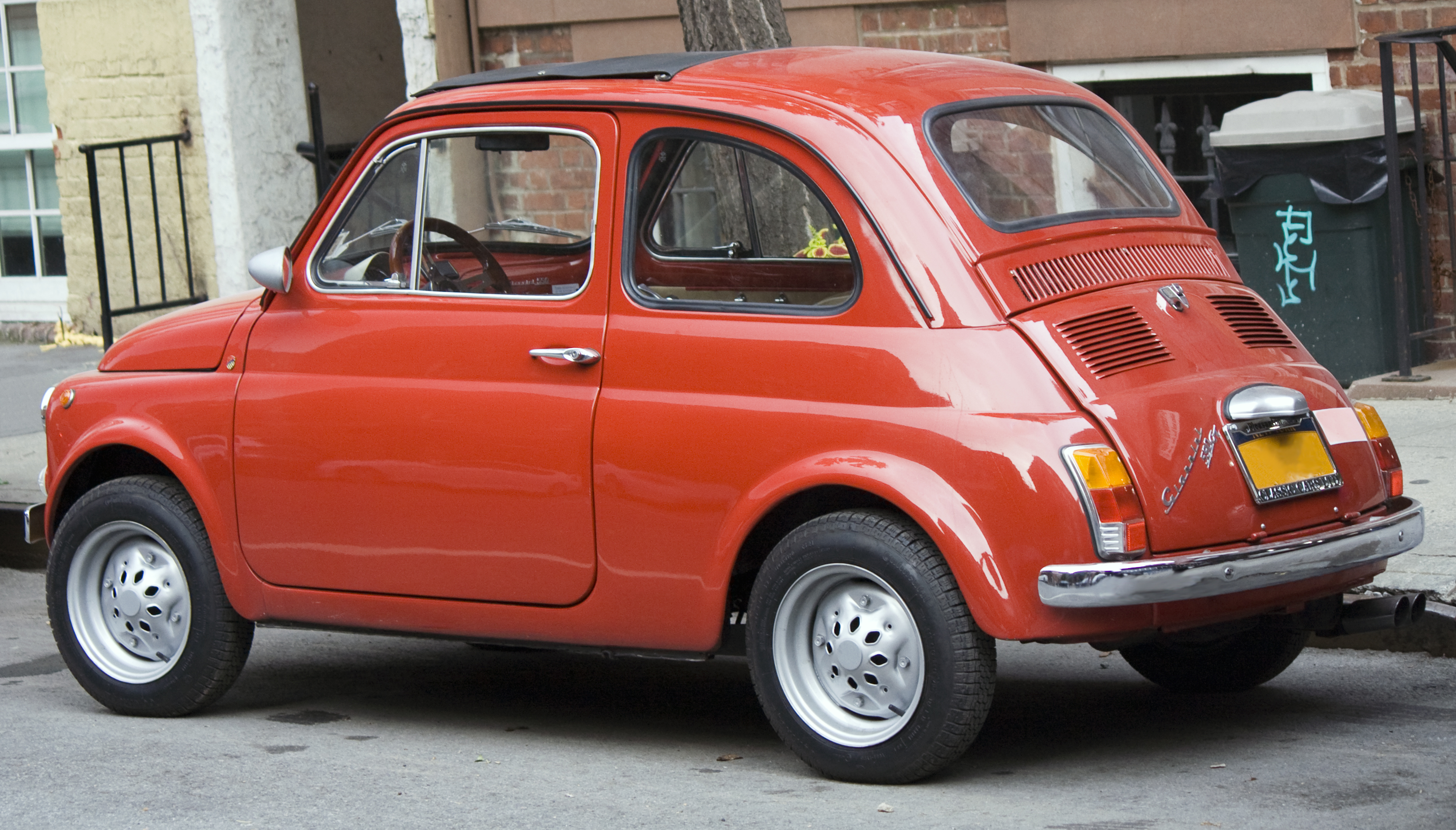
Sportlicher Giannini 590 GT (1968)
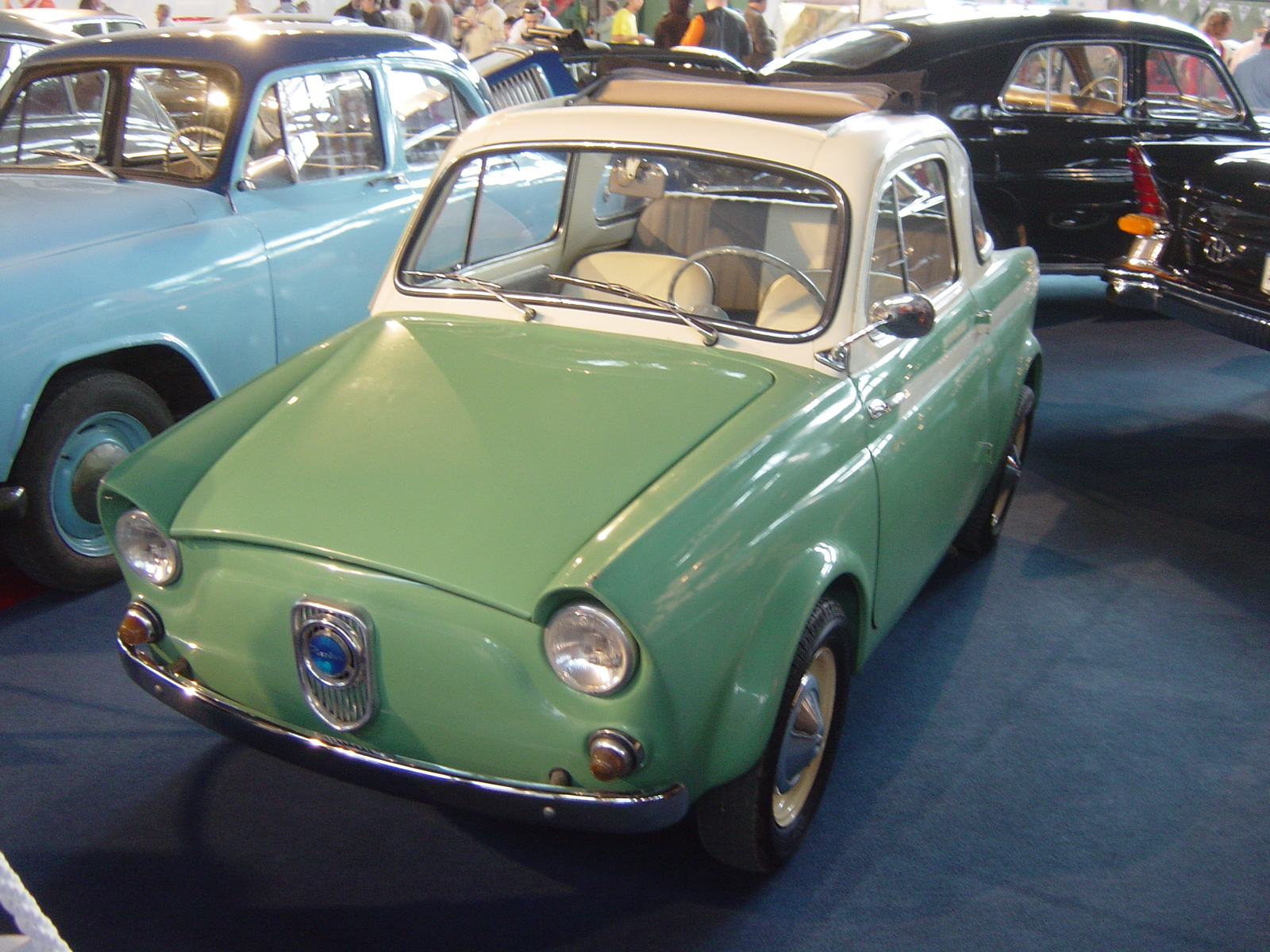
NSU-Fiat Weinsberg 500
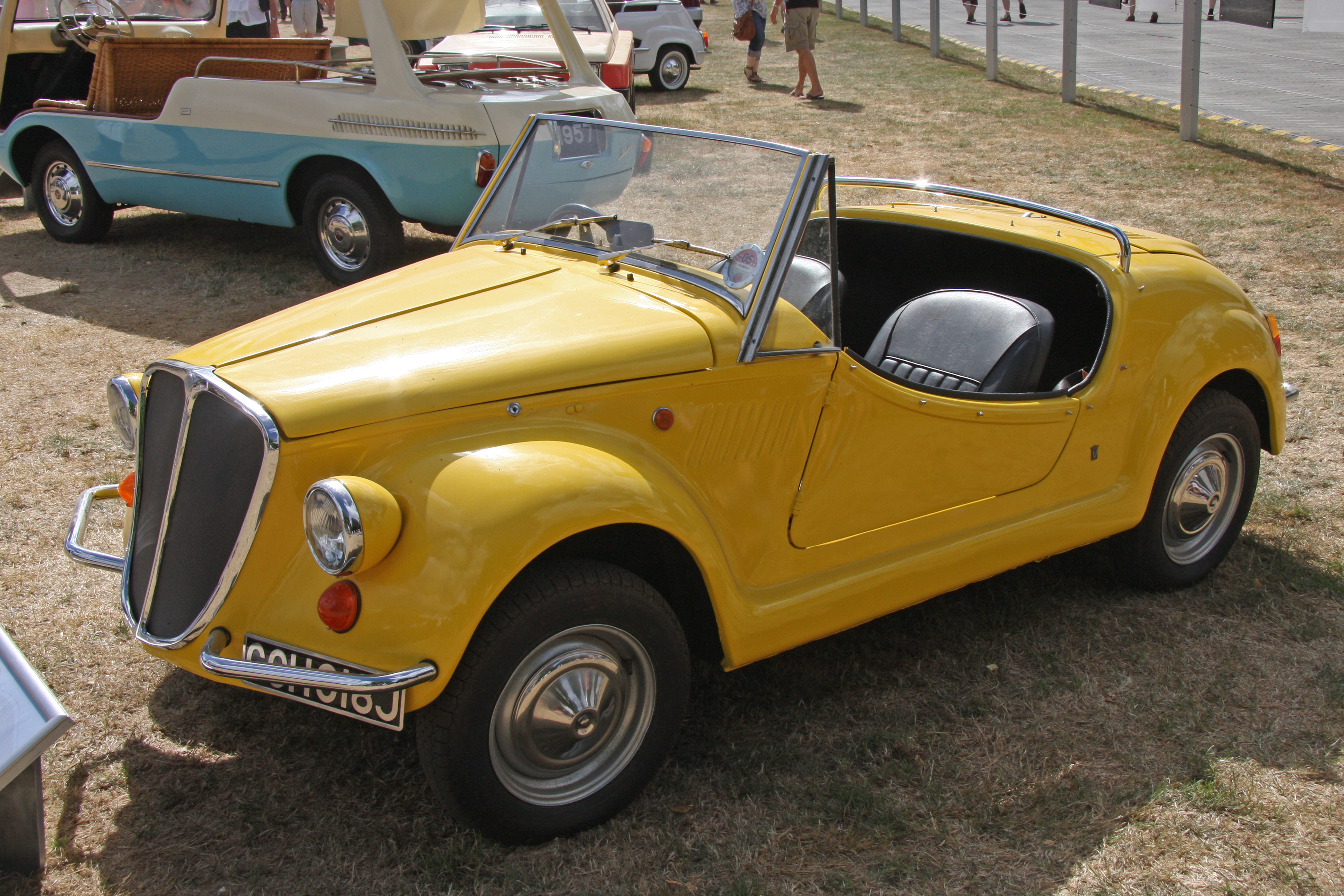
Vignale Gamine auf der Plattform des Fiat 500

## Nachfolger des Fiat 500
Als Nachfolger des Fiat 500 wurde von 1972 bis Juli 1979 in Italien (in den Werken Cassino und Termini Imerese) und von September 1975 bis 2000 in Polen der Fiat 126 gebaut, der allerdings in der Bundesrepublik Deutschland – und auch im Heimatland Italien – nicht so erfolgreich wie der 500er war.
Am 5. Juli 2007 wurde ein neues Modell mit dem Namen „500“ vorgestellt, das auf der Plattform des Panda basiert, aber mit seiner Form auf den alten 500er anspielt, in der Modellpalette ist es entsprechend höher positioniert. Siehe Hauptartikel Fiat 500 (2007)
In Japan wird seit Juni 2002 der Duesen Bayern Ritz gebaut. Entwickelt wurde das Modell auf Basis des Nissan March, die Front wurde der des Fiat Nuova 500 nachempfunden.

## Der Fiat 500 in der Popkultur
- In dem japanischen Anime-Film Das Schloss des Cagliostro von 1979 flüchten die Protagonisten zu Beginn des Films in einem Fiat 500.
- Im Film Theo gegen den Rest der Welt von 1980 wurde ein gestohlener Lkw mit einem Fiat 500 R verfolgt.
- In dem Pixar-Animationsfilm Cars von 2006 ist die Nebenfigur Luigi ein gelber Fiat Nuova 500 von 1960.
- Im siebten Teil der Mission:-Impossible-Filmreihe, Mission: Impossible – Dead Reckoning Teil Eins von 2023, liefern sich Tom Cruise und Hayley Atwell in einem offensichtlich auf Elektroantrieb umgerüsteten gelben Fiat Nuova 500 eine Verfolgungsfahrt mit Polizei und Gangstern in den Straßen von Rom.

## Film
- Der Fiat 500 Dokumentarfilm, Frankreich, 2010, 26 Min., Buch und Regie: Danielle Schirman, Produktion: Steamboat Films, ARTE France, Le Centre Pompidou, Lobster Films, Reihe: Design, deutsche Erstsendung: 18. März 2012 bei arte, Film-Informationen und Videoausschnitt von arte.